# 凱恩縣 (伊利諾伊州)
凯恩縣（英語：Kane County）是美国伊利诺伊州東北部的一個縣，面積1,357平方公里。根據2020年美國人口普查，共有人口51萬6,522人。縣治日內瓦（Geneva）。該縣成立於1836年1月16日，縣名紀念伊利諾州州務卿、聯邦參議員埃利亞斯·凱恩。